# دهستان محمدآباد (عنبرآباد)
دهستان محمدآباد نام دهستانی در بخش مرکزی شهرستان عنبرآباد، استان کرمان در ایران است. براساس سرشماری مرکز آمار ایران در سال ۱۳۸۵، جمعیت آن ۵۳۵۸ نفر (۱۱۱۳ خانوار) بوده‌است.